# Stafford Repp
Stafford Repp, född 26 april 1918 i San Francisco, Kalifornien, död 5 november 1974 i Inglewood, Kalifornien, var en amerikansk skådespelare, främst känd för rollen som Chief O'Hara i den parodiartade TV-serien Läderlappen under 1960-talet.
Stafford Repp föddes och växte upp i San Francisco. Han studerade vid Lowell High School. Han var gift fyra gånger, varav tre slutade med skilsmässa. Det fjärde äktenskapet varade fram till hans död.
Repp fick en hjärtattack på Hollywood Park Racetrack den 5 november 1974, och avled hastigt i en ålder av 56 år.

## Filmografi i urval
- 1958 – Bröderna Karamazov
- 1962 – Our Man Higgins (TV-serie) – gästframträdande
- 1966-1968 – Läderlappen (TV-serie)
- 1966 – Batman